# Forandringsvillig
En person er forandringsvillig, når hun eller han har psykisk evne og styrke til at tåle forandringer og moralsk vilje til at arbejde med på disse. Det kan betragtes som et led i en ansats kompetence, hvis hun eller han ejer forandringsvillighed. Eller den kan – med et lidt ældre udtryk – ses som én af en persons bløde kvalifikationer.
Det er let at beskrive, hvilke holdninger og hvilken adfærd der indgår i at være forandringsvillig. Derimod er det meget vanskeligt at pege helt præcist på, hvordan man skaber voksne med denne evne. Formentlig skal den grundlægges meget tidligt i barndommen, og det er givet, at den grad af tillid, som ligger i at være villig til forandringer, må skabes ved en nænsom pædagogik, der fremmer barnets tro på andre.